# حسيبة بن بوعلي (فلم)
حسيبة بن بو علي هو فيلم وثائقي لبناني انتج سنة 2009 من إخراج جنة سمر وتاليف ليلاي ليالي وبطولة زهرة وامينة ميلجي واحمد يوسف كان يحكي الفيلم عن بطلة الجزائر حسيبة بن بوعلي.

## عن تصوير الفيلم
صور فيلم سنة 2009عرض ليلة قبل رمضان في التلفيزيون الجزائري وعرض علي أبوظبي أفلام وغيرها من القنوات

## معلومات العامة لي فيلم
البلد لبنان
عنون الفيلم حسيبة الجزائرية
الإخراج جان سمر

## ابطال فيلم
مريم ليالي بدور حسيبة بن بوعلي
ماجدة اوهان
ليالي ليالي
جان سمر
يوسف عفاوي
احمد موراد
أحلام